# Idaea minuta
Idaea minuta är en fjärilsart som beskrevs av William Schaus 1901. Idaea minuta ingår i släktet Idaea och familjen mätare. Inga underarter finns listade i Catalogue of Life.